# 小行星1038
小行星1038（1038 Tuckia）是一颗围绕太阳公转的小行星。1924年11月24日，马克斯·沃夫在海德堡发现了此天体。
該小行星以美國銀行家愛德華·塔克命名。
这颗小行星的绝对星等为10.65等。